# Epitausa laetabilis
Epitausa laetabilis är en fjärilsart som beskrevs av Walker 1856. Epitausa laetabilis ingår i släktet Epitausa och familjen nattflyn. Inga underarter finns listade i Catalogue of Life.